# Coppa Jean Niculescu 1918-1919
La Coppa Jean Luca Niculescu 1918-1919 fu la prima competizione calcistica disputata in Romania dopo la fine della prima guerra mondiale.

## Storia
Terminato il conflitto e liberato il paese dal giogo tedesco, si rimise in palio quella Cupa Niculescu che era stata data in premio agli ultimi due campioni nazionali prebellici.
Vi parteciparono quattro squadre. Secondo le frammentarie fonti dell'epoca, pare che sia stata interrotta ad una giornata dalla fine, quando la capolista Venus Bucarest era ancora raggiungibile dalla Universitar Bucarest.